# Матросов, Василий Иванович
Василий Иванович Матро́сов (12 апреля 1909, Красный Стан, Сельское поселение Спутник — 1989) — рабочий-новатор, закройщик московской обувной фабрики «Парижская Коммуна».

## Биография
Родился в деревне Красный Стан (ныне Можайский район, Московская область).
Член ВКП(б) с 1945 года.
С 1920-х годов после окончания школы ФЗ0 работал закройщиком на фабрике «Пролетарий», на фабрике имени В. П. Капранова, с 1938 года — на фабрике «Парижская коммуна».
Соревнуясь за досрочное выполнение 4-й пятилетки (1946—1950), выполнил за 1946 год 2,5 годовой нормы при хорошем качестве кроя и существенной экономии кожи. Выступил с почином: подтянуть отстающих до уровня передовиков.
Организовал бригаду закройщиков, которой передал свой опыт.
С 1947 года работал инструктором передовых методов труда. В 1948 году окончил техникум кожевенно-обувной промышленности. Избирался депутатом Моссовета.
С 1969 года — на пенсии.
Умер в 1989 году. Похоронен в Москве на Даниловском кладбище (участок 38).

## Награды и премии
- Сталинская премия третьей степени (1947) — за разработку высокопроизводительных методов работы, получивших широкое распространение на предприятиях лёгкой промышленности
- медали